# Prestin
Koordinaten: 53° 36′ N, 11° 48′ O
Prestin ist ein Ortsteil der Gemeinde Bülow im Landkreis Ludwigslust-Parchim in Mecklenburg-Vorpommern.

## Geografie
Der Ort liegt im Norden des Bülower Gemeindegebiets etwa elf Kilometer östlich von Crivitz. Umgeben ist Prestin vorwiegend von Ackerflächen. Nördlich verläuft der Kuhlbach, der nordwestlich des Ortes in die Warnow mündet. Die Wohnbebauung liegt auf einer Geländehöhe von 45–54 m ü. NHN.
Durch Prestin verläuft die Kreisstraße 11 von Bülow zum Demener Ortsteil Buerbek. Außerdem existiert eine Verbindungsstraße zum Bülower Ortsteil Runow.

## Geschichte
Ursprünglich eine wendische Burg, in der Niederung des Obotritengebietes gelegen und mit einem Wassergraben umgeben, wurde Prestin bereits 1270 erstmals mit Petrus und am 28. Juni 1275 mit Hence de Priscentin als Knappe beim Fürsten von Werle urkundlich erwähnt.

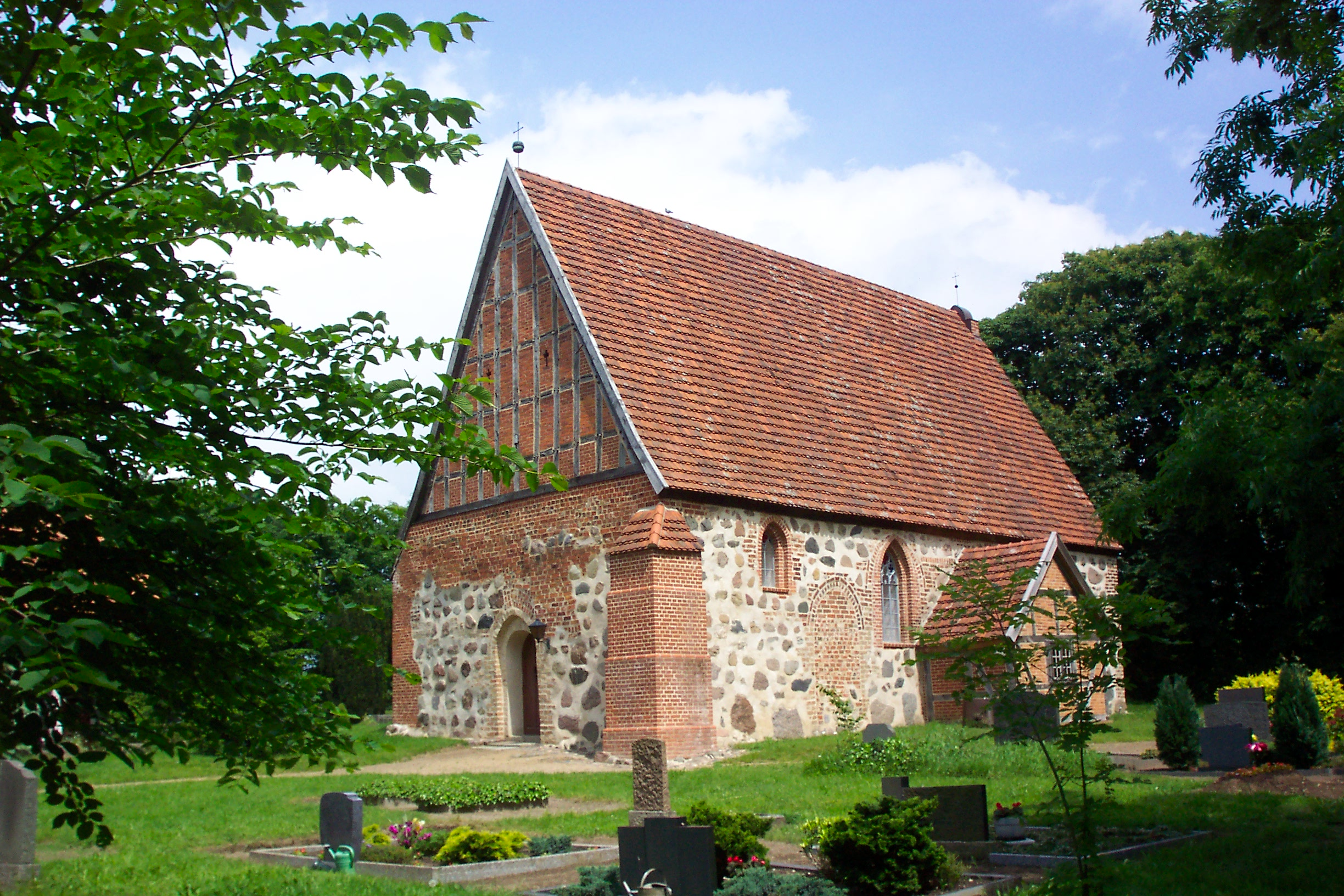
Dorfkirche von Prestin

Der Ortsname, wendischen Ursprungs, wurde 1331 Prescentin, 1348 Preszentyn und 1372 Pressentyn genannt. Der Name bedeutet so viel wie Ort des Priseta. Ab 1348 befand sich mit dem Stammgut nachweislich auch der Ort 600 Jahre im Besitz der Familie von Pressentin, die auch die Kirche erbaut, ausgestattet und von jeher das Patronat der Kirche innehatten. Von 1290 bis 1328 haben Petrus II und Henning I von Pressentin, von 1328 bis 1382 Henning II und Petrus III von Pressentin und 1397 Henning III von Pressentin auf Prestin gesessen. 1336 soll Engelke von Pressentin den sächsisch gesinnten Doberaner Abt Konrad einige Tage in seinem Burgverlies gefangen gehalten haben. 1434 wurde urkundlich ein Klaus von Pressentin aus Prestin als pfandgesessen auf Wamckow genannt. 1439 wurde ein Henning von Pressentin erwähnt, der auch Stampe (später wüst) und Stieten besessen hatte.
Das erste Wohnhaus baute 1538 Dinnes von Pressentin und versah es mit dem Spruch: Dat Wort des Herrn blifft in ewichkeit. Hartwig auf Prestin kaufte als herzoglicher Amtmann 1590 die Sparower Mühle vom Amt Crivitz. Nach Prozessen mit der Familie von Barner kam es 1594 vor dem Kammergericht in Speyer zu einem Vergleich. 
1603 kaufte der Prestiner Johann Reimer von Pressentin für 1200 Reichstaler das Gut Wamckow auf 20 Jahre von Reimar von Plessen zu Bruel. Während des Dreißigjährigen Krieges brannte 1637 die Sparower Mühle ab und auch die Prestiner Kirche wurde geplündert. Im Pestjahr 1638 starb das Pressentinsche Geschlecht bis auf zwei Mitglieder, den Knaben Bernd auf Weitendorf und der Erbjungfrau Anna Dorothea auf Prestin und Stieten, aus. Beide ehelichen sich 1665, aus dieser Ehe stammen alle jetzt lebenden Familienmitglieder.

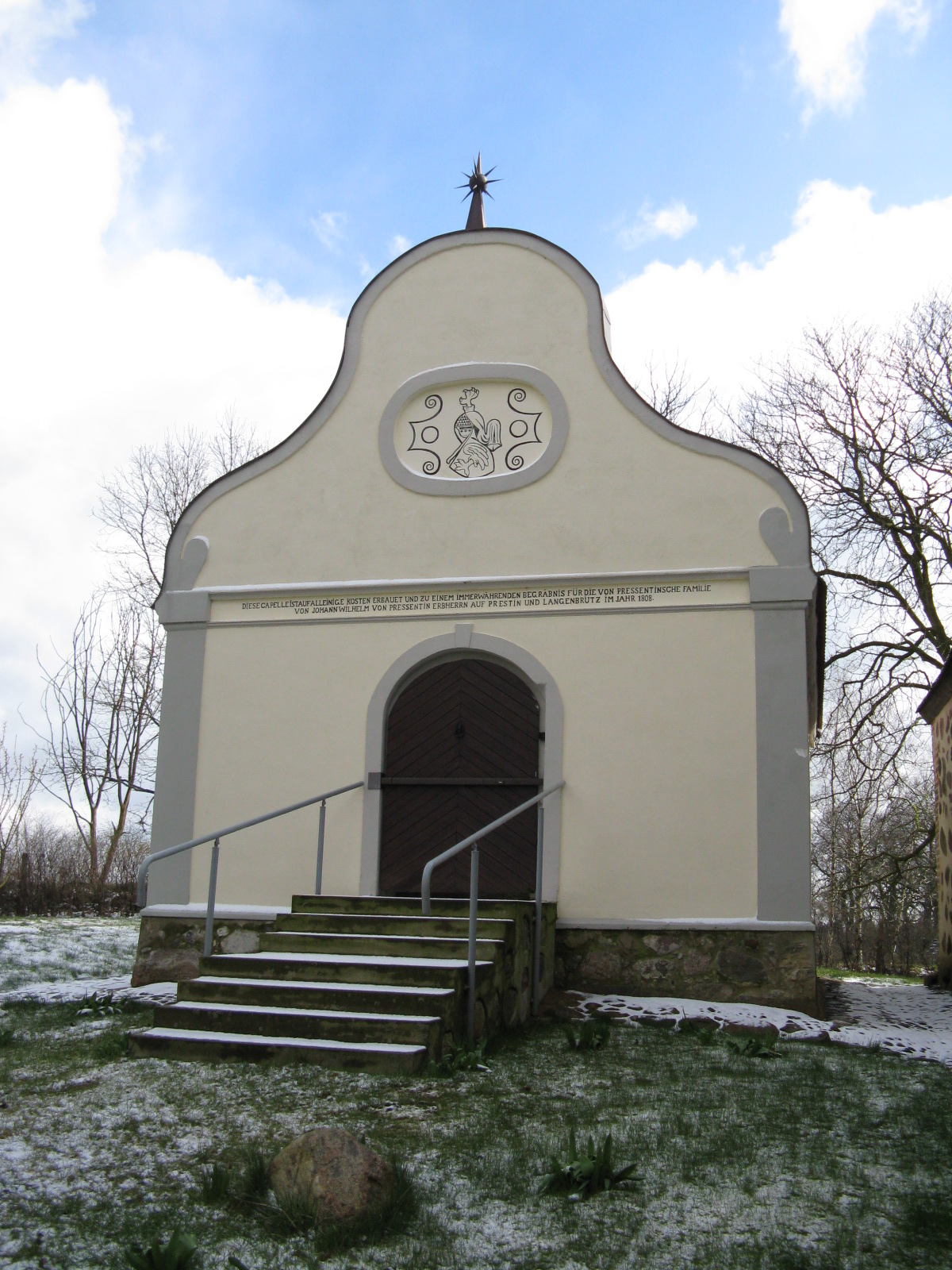
Grabkapelle der Pressentins

1728 übernahm Wilhelm I von Pressentin das Dorf mit dem Gut und ließ ein zweistöckiges Wohnhaus als Fachwerkbau unter Verwendung von Steinen des alten Burgverlieses errichten. Das alte Wohnhaus blieb als nordöstlicher Seitenflügel erhalten. Durch die Zuschüttung des breiten Wassergrabens wurde der Park wesentlich vergrößert. 1872 ging der Pressentinsche Stammsitz aus alten Zeiten verloren, nur die letzte Ruhestätte verblieb der Familie.
Am 14. Juni 1872 erwarb der Geheime Kommerzienrat Johann Christian Thormann (1814–1896)  aus Wismar von der Witwe des 1864 verstorbenen Adolph von Pressentin für 735.300 Mark das Gut Prestin und bewirtschaftete es mit seinem Sohn bis 1901. Mit dem Verkauf an den neuen Besitzer Friedrich Klotz wurde das Gut auf 751 Hektar verkleinert. 
1911 verließen Landarbeiterfamilien Prestin und wurden in den Städten Fabrikarbeiter. 1920 nahmen Prestiner Gutsarbeiter am Generalstreik gegen den Kapp-Putsch teil. 
Nach Ausbruch des Zweiten Weltkrieges waren ab 1940 kriegsgefangene Franzosen und ab 1941 Russen als Arbeiter auf dem Gut tätig. Ab 1944 bis nach Kriegsende waren zahlreiche Flüchtlinge im Ort untergebracht. Am 3. Mai 1945 kamen die ersten Einheiten der Roten Armee durch das Dorf. 
Das Mitte des 18. Jahrhunderts errichtete Prestiner Gutshaus wurde am 5. Mai 1945 durch ein Feuer polnischer Zwangsarbeiter mutwillig zerstört.

## Sehenswürdigkeiten

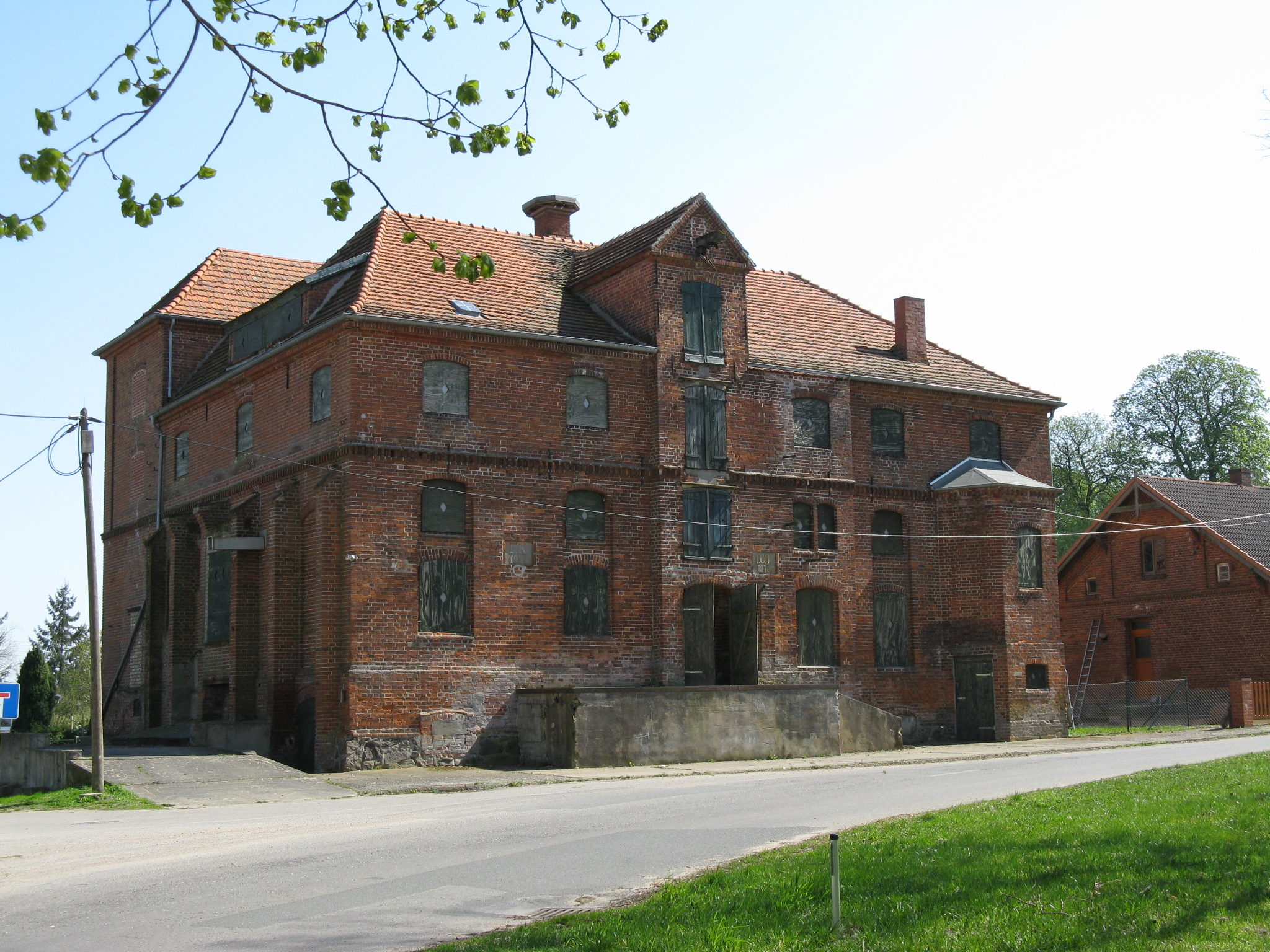
Speicher

- Die Dorfkirche stammt wahrscheinlich aus dem 13. Jahrhundert und besteht vorwiegend aus Feldsteinen. Ergänzend wurden an Giebeln, Portalen und Fenstern Ziegel verwendet. Fachwerkgiebel und Strebepfeiler an der Westwand entstanden, nachdem ein Sturm den Turm der Kirche zerstört hatte. Die heute turmlose Kirche besitzt einen nordwestlich der Kirche stehenden hölzernen Glockenstuhl mit Ziegeldach von 1703 mit noch einer Glocke. Die zweite ältere Glocke wurde 2004 gestohlen. Der Ostgiebel des Kirchengebäudes besitzt spitzbogige, gotische Blenden. Zur Inneneinrichtung gehören ein Altaraufsatz der Spätrenaissance aus dem beginnenden 17. Jahrhundert, ein 1856 gestifteter Taufstein und eine kelchförmige Holztaufe aus dem 18. Jahrhundert.
- Nördlich der Kirche steht die 1808 durch Johann Wilhelm von Pressentin als Erbherr von Langenbrütz und Prestin errichtete Grabkapelle der Familie als Familienbesitz.[3] Auf dem Giebel ist das Familienwappen zu sehen.[8]

- Weiterhin: Ehemaliger Pfarrhof, Gutspark mit zwei Grabsteinen, Kriegerdenkmal, Forsthaus, Speicher, ehemalige Molkerei und zwei Ställe.